# Robert Cohen (deputowany)
Robert (Bob) Cohen (ur. 4 marca 1930 w Rotterdamie, zm. 27 października 1999 w Brukseli) – holenderski polityk, prawnik i urzędnik, poseł do Parlamentu Europejskiego I i II kadencji.

## Życiorys
Do 1958 studiował politologię na Uniwersytecie Amsterdamskim, w 1974 obronił doktorat z prawa na Uniwersytecie w Utrechcie. Pracował w dyrekcji generalnej ds. rolnictwa w ramach Komisji Europejskiej, doszedł do stanowiska jej przewodniczącego (1978–1978). Był zastępcą szefa gabinetu komisarzy europejskich Sicco Mansholta oraz Pierre’a Lardinois, od 1977 do 1978 kierował gabinetem Henka Vredelinga. W międzyczasie pracował też w holenderskim Ministerstwie Spraw Zagranicznych.
Zaangażował się w działalność polityczną w ramach Partii Pracy, zasiadł w jej komisjach dotyczących spraw zagranicznych i rozwoju. W 1979 i 1984 wybierano go do Parlamentu Europejskiego. Przystąpił do frakcji socjalistycznej, należał do Komisji ds. Rozwoju i Współpracy oraz Komisji ds. Instytucjonalnych.